# Tu sei bella come sei
Tu sei bella come sei è un brano musicale composto da Marcello Marrocchi, il cui testo è stato scritto da Giuseppe Cassia e Sergio Bardotti.
Presentato al Festival di Sanremo 1969, nella doppia esecuzione di Mal e The Showmen, si classificò al 7º posto, ma la versione interpretata da Mal ottenne un notevole successo di vendite, entrando in classifica.
| Posizione | 7 | 6 | 5 | 5 | 4 | 3 | 3 | 6 | 6 |